# ディケンベ・ムトンボ
ディケンベ・ムトンボ・ンポロンド・ムカンバ・ジャン・ジャック・ワムトンボ（Dikembe Mutombo Mpolondo Mukamba Jean Jacque Wamutombo, 1966年6月25日 - 2024年9月30日）は、コンゴ民主共和国（入団時の国名はザイール）出身の元バスケットボール選手。1991年よりNBAのデンバー・ナゲッツに入団して以降2009年に引退するまで数チームでプレーした。
ディフェンスを得意とする好センターである。最優秀守備選手賞を4度受賞、NBAオールスターには8度出場。2015年には殿堂入りを果たした。NBAキャリアでは様々な選手をブロックしていき、ブロックしたあとに人差し指を左右に動かす「finger wag」は、ムトンボを象徴するジェスチャーとして知られる。

## 経歴

### 生い立ち
ザイール（現在のコンゴ民主共和国）のキンシャサで、ルバ族の両親のもと10人兄妹の7番目の子供として生まれた。1987年にアメリカ合衆国政府の外郭団体USAIDより奨学金を受ける資格を得、医者を志して米国のジョージタウン大学に留学した。バスケットボールの名門としても知られる同大学のジョン・トンプソン監督はムトンボを見込んでバスケットボールチームに勧誘し、これよりムトンボはバスケットボール選手の道を歩むことになった。
2年生から公式戦に出場したムトンボは徐々に頭角を表し、4年次には平均12.2リバウンド、15.2得点を記録した。ムトンボの1年後輩には同じくマイアミ・ヒートなどで活躍し、好センターとして有名になるアロンゾ・モーニングがいた。

### NBAキャリア
言語学と外交学の学位を取得して大学を卒業したムトンボは、1991年のNBAドラフト全体4位でデンバー・ナゲッツに指名された。1年目より2桁平均の得点とリバウンドをあげたムトンボは低迷するナゲッツのインサイドを支えた。ムトンボはルーキーシーズンに1試合平均16.6得点、12.3リバウンド、ほぼ3ブロックを記録してオールスターに選出された。
ムトンボは特にディフェンス面での貢献が目立ち、1990年代を代表するリバウンドやブロックショットの名手に成長していった。しかし、ナゲッツは他に優れた選手を欠きチームは苦戦した。ムトンボは5シーズンをナゲッツでプレイしたが、その間のチーム成績は42勝40敗が最高だった。しかし、入団して3年目の1994年ナゲッツは、ウェスタン・カンファレンス第1シードのシアトル・スーパーソニックスを第8シードのチームとしてはじめてNBAのプレーオフで倒した。ムトンボのディフェンスがこの勝利に大きく貢献し、彼は5試合で31ブロックを記録した。このシリーズではソニックスが2連勝した後、ナゲッツが3連勝したが、第5戦ムトンボは試合終了時にリバウンドで取ったボールを離さずにフロアに倒れこみ目に涙を浮かべた。
プロ入り3年目の1994年から3年連続でブロックの平均と総数でリーグ首位に立ち、ブロック総数はその後も2年間リーグ最多だった。1995年以降リバウンド総数で3度リーグ最多をマークした。

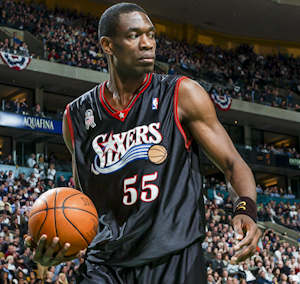
76ers時代のムトンボ (2002年)

同じく1995年には初めてNBA最優秀守備選手賞を受賞し、アトランタ・ホークスに移籍してからは同賞を2度、フィラデルフィア・セブンティシクサーズに移った2001年にも再度受賞した。
1990年代末から21世紀初めにかけ、NBAではシャキール・オニールを除き有力なセンターが次第に少なくなり、ムトンボはリーグで価値を増していた。2000-01シーズンに好調だったシクサーズは、プレーオフを見越してトレードでムトンボを獲得。シクサーズはNBAファイナルまで勝ち進み、ムトンボはオニールと対戦することになった。初戦は制したものの続く4試合を落とし、シクサーズの優勝はならなかった。
翌シーズンもシクサーズでプレーしたムトンボは、続く2002-03シーズンにはニュージャージー・ネッツに移った。ネッツは前シーズンNBAファイナルに進出したが、オニールを擁するロサンゼルス・レイカーズに完敗しており、対オニールを意識したムトンボ獲得だった。しかしムトンボは手首の怪我でシーズンのほとんどを欠場し、更にバイロン・スコットHCとの確執も表面化し、プレーオフでも出場時間を多く得られなかった。このシーズンもNBAファイナルに進んだネッツはサンアントニオ・スパーズに2勝4敗で敗退した。

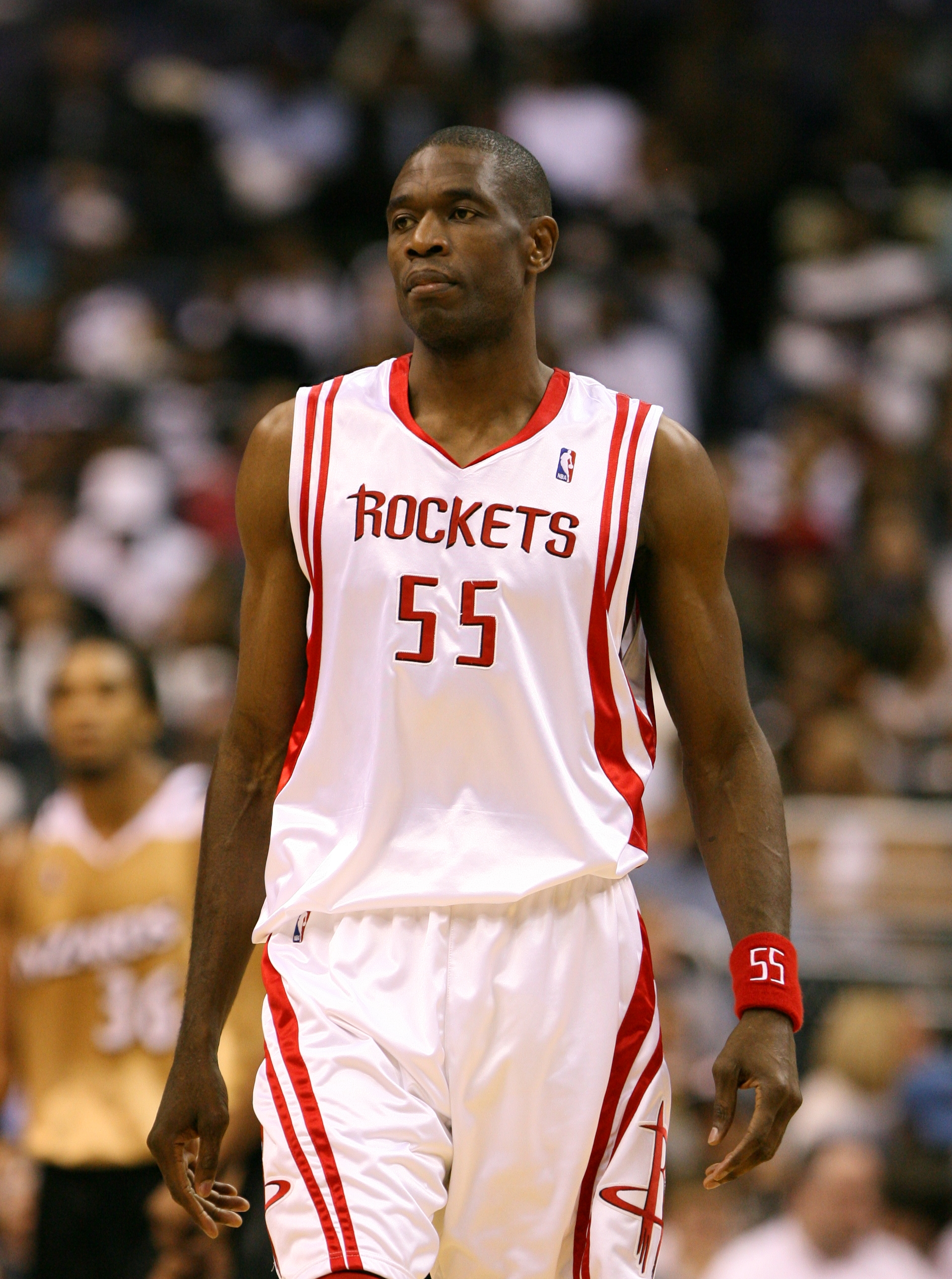
ヒューストン・ロケッツでのムトンボ (2008年)

ネッツ時代より平均得点・リバウンドとも二桁を割っていたムトンボは次の2003-04シーズンにはニューヨーク・ニックスに放出された。出場した試合のうち多くで先発したが、個人成績はあまり変わらず、シーズン終了後にシカゴ・ブルズにトレード、間もなくヒューストン・ロケッツへと再びトレードされた。ロケッツではもっぱら姚明の控えとしてプレーしている。
2006-07シーズンは姚明の故障もあり33試合に先発、この間は2桁リバウンドを連発し存在感を示した。以降、姚明が不在時の貴重なインサイド要員として活躍した。
2008-09シーズンのプレーオフ１回戦、ポートランド・トレイルブレイザーズの試合中に左膝の前十字靭帯を断裂する重傷を負ってしまった。その試合後、ムトンボは「私のキャリアは終わった」と語り、同年4月23日、現役引退を発表した。
2015年11月24日、アトランタ・ホークスの本拠地フィリップス・アリーナでのボストン・セルティックス戦のハーフタイムで、永久欠番「55」の授与式が執り行われた。
2016年9月25日、デンバー・ナゲッツは、ムトンボか在籍中に着用していた背番号「55」を永久欠番にすると発表。10月29日のポートランド・トレイルブレイザーズ戦のハーフタイムに永久欠番授与式が執り行われた。
2022年10月16日、脳腫瘍のため治療を受けていることが発表される。
2024年9月30日、脳腫瘍のため死去した。58歳没。

## プレースタイル
身長218cm、体重約120kgのムトンボは現役から引退までセンターを務め、歴代屈指のインサイドディフェンダーの一人とみなされている。その特徴から「Mt. Mutombo」の愛称で親しまれ、類い稀な高さ、パワー、長い腕のコンビネーションで、ベン・ウォーレスに次ぐNBA最優秀守備選手賞を4度受賞しており、1994年から2002年までにかけては最優秀防御選手賞の投票数では常にトップ3に入っていた。

## 個人成績

### NBA

#### レギュラーシーズン
| シーズン     | チーム       | GP   | GS  | MPG  | FG%  | 3P%  | FT%  | RPG   | APG | SPG | BPG  | PPG  |
| ------------ | ------------ | ---- | --- | ---- | ---- | ---- | ---- | ----- | --- | --- | ---- | ---- |
| 1991–92      | DEN          | 71   | 71  | 38.3 | .493 | ---  | .642 | 12.3  | 2.2 | .6  | 3.0  | 16.6 |
| 1992–93      | DEN          | 82   | 82  | 36.9 | .510 | ---  | .681 | 13.0  | 1.8 | .5  | 3.5  | 13.8 |
| 1993–94      | DEN          | 82*  | 82* | 34.8 | .569 | .000 | .583 | 11.8  | 1.5 | .7  | 4.1* | 12.0 |
| 1994–95      | DEN          | 82*  | 82* | 37.8 | .556 | ---  | .654 | 12.5  | 1.4 | .5  | 3.9* | 11.5 |
| 1995–96      | DEN          | 74   | 74  | 36.7 | .499 | .000 | .695 | 11.8  | 1.5 | .5  | 4.5* | 11.0 |
| 1996–97      | ATL          | 80   | 80  | 37.2 | .527 | ---  | .705 | 11.6  | 1.4 | .6  | 3.3  | 13.3 |
| 1997–98      | ATL          | 82*  | 82* | 35.6 | .537 | ---  | .670 | 11.4  | 1.0 | .4  | 3.4  | 13.4 |
| 1998–99      | ATL          | 50*  | 50* | 36.6 | .512 | ---  | .684 | 12.2  | 1.1 | .3  | 2.9  | 10.8 |
| 1999–2000    | ATL          | 82   | 82  | 36.4 | .562 | ---  | .708 | 14.1* | 1.3 | .3  | 3.3  | 11.5 |
| 2000–01      | ATL          | 49   | 49  | 35.0 | .477 | ---  | .695 | 14.1  | 1.1 | .4  | 2.8  | 9.1  |
| 2000–01      | PHI          | 26   | 26  | 33.7 | .495 | ---  | .759 | 12.4  | .8  | .3  | 2.5  | 11.7 |
| 2000-01計    | PHI          | 75   | 75  | 34.5 | .484 | ---  | .725 | 13.5* | 1.0 | .4  | 2.7  | 10.0 |
| 2001–02      | PHI          | 80   | 80  | 36.3 | .501 | ---  | .764 | 10.8  | 1.0 | .4  | 2.4  | 11.5 |
| 2002–03      | NJN          | 24   | 16  | 21.4 | .374 | ---  | .727 | 6.4   | .8  | .2  | 1.5  | 5.8  |
| 2003–04      | NYK          | 65   | 56  | 23.0 | .478 | ---  | .681 | 6.7   | .4  | .3  | 1.9  | 5.6  |
| 2004–05      | HOU          | 80   | 2   | 15.2 | .498 | ---  | .741 | 5.3   | .1  | .2  | 1.3  | 4.0  |
| 2005–06      | HOU          | 64   | 23  | 14.9 | .526 | ---  | .758 | 4.8   | .1  | .3  | .9   | 2.6  |
| 2006–07      | HOU          | 75   | 33  | 17.2 | .556 | ---  | .690 | 6.5   | .2  | .3  | 1.0  | 3.1  |
| 2007–08      | HOU          | 39   | 25  | 15.9 | .538 | ---  | .711 | 5.1   | .1  | .3  | 1.2  | 3.0  |
| 2008–09      | HOU          | 9    | 2   | 10.7 | .385 | ---  | .667 | 3.7   | .0  | .0  | 1.2  | 1.8  |
| 通算         | 通算         | 1196 | 997 | 30.8 | .518 | .000 | .684 | 10.3  | 1.0 | .4  | 2.8  | 9.8  |
| オールスター | オールスター | 8    | 3   | 17.5 | .595 | ---  | .750 | 9.3   | .3  | .4  | 1.2  | 6.3  |

- 1998-99シーズンは50試合で打ち切り。

#### プレーオフ
| シーズン | チーム | GP  | GS | MPG  | FG%   | 3P%  | FT%   | RPG  | APG | SPG | BPG | PPG  |
| -------- | ------ | --- | -- | ---- | ----- | ---- | ----- | ---- | --- | --- | --- | ---- |
| 1994     | DEN    | 12  | 12 | 42.6 | .463  | ---  | .602  | 12.0 | 1.8 | .7  | 5.8 | 13.3 |
| 1995     | DEN    | 3   | 3  | 28.0 | .600  | ---  | .667  | 6.3  | .3  | .0  | 2.3 | 6.0  |
| 1997     | ATL    | 10  | 10 | 41.5 | .628  | ---  | .719  | 12.3 | 1.3 | .1  | 2.6 | 15.4 |
| 1998     | ATL    | 4   | 4  | 34.0 | .458  | ---  | .625  | 12.8 | .3  | .3  | 2.3 | 8.0  |
| 1999     | ATL    | 9   | 9  | 42.2 | .563  | ---  | .702  | 13.9 | 1.2 | .6  | 2.6 | 12.6 |
| 2001     | PHI    | 23  | 23 | 42.7 | .490  | .000 | .777  | 13.7 | .7  | .7  | 3.1 | 13.9 |
| 2002     | PHI    | 5   | 5  | 34.6 | .452  | ---  | .615  | 10.6 | .6  | .4  | 1.8 | 8.8  |
| 2003     | NJN    | 10  | 0  | 11.5 | .467  | ---  | 1.000 | 2.7  | .6  | .3  | .9  | 1.8  |
| 2004     | NYK    | 3   | 0  | 12.7 | .333  | ---  | 1.000 | 3.3  | .0  | .3  | 1.3 | 2.3  |
| 2005     | HOU    | 7   | 0  | 14.4 | .545  | ---  | .769  | 5.0  | .3  | .3  | 1.0 | 3.1  |
| 2007     | HOU    | 7   | 0  | 5.7  | 1.000 | ---  | 1.000 | 1.6  | .1  | .0  | .4  | 1.3  |
| 2008     | HOU    | 6   | 6  | 20.5 | .615  | ---  | .636  | 6.5  | .3  | .2  | 1.8 | 3.8  |
| 2009     | HOU    | 2   | 0  | 10.0 | ---   | ---  | .000  | 4.5  | .0  | .5  | 1.0 | .0   |
| 通算     | 通算   | 101 | 72 | 30.9 | .517  | .000 | .703  | 9.5  | .8  | .4  | 2.5 | 9.1  |

## 備考
- 1997年、1998年、2001年にオールNBAディフェンシブファーストチームに選出。1999年にはIBM賞を受賞。これは個人成績を一定の公式に当てはめてチームへの貢献度を算出し、リーグ最高の数値を得た選手に贈られるものである。

- 2007年1月10日のロサンゼルス・レイカーズ戦、通算ブロックショット数でカリーム・アブドゥル＝ジャバーを抜き歴代2位になった。1位は、同じくロケッツに在籍したアキーム・オラジュワンである。

- シュートをブロックした際に相手選手に向かって人差し指を振るしぐさ（Finger Wag：「お前にショットを決めさせない」という意味）をすることで有名だった。この行為は1990年代末頃よりテクニカルファウルを宣告されるようになったため、その後は観客に向かって行うようになった。

- 母国コンゴ民主共和国への慈善活動に熱心であり、病院設立のための資金やベッド、医薬品を送付するなど同国における医療の改善などに取り組んでいる。1997年にディケンベ・ムトンボ基金を設立した[18]。

- 1996年に母国で内戦が発生し、戒厳令により脳卒中で倒れた母親が病院に行けず1997年に死去したことをきっかけに、キンシャサに病院を開設する努力を続けた。集められた2900万ドルの募金のうち半分以上となる1500万ドルをムトンボ本人が拠出し[4]、亡くなった母の名を冠したビアンバ・マリー・ムトンボ病院が2006年にオープンした。

- ムトンボはフランス語、英語、スペイン語、ポルトガル語、母国の5つの言語・方言を話す。コンゴ人の妻ローズとともに6人の子供を育てており、そのうち4人は養子である[18]。

- しばしば話題に上る彼の長いフルネームは、親族の名前を貰っていくうちに長くなったとのことである。